# Route nationale 5a (Madagascar)
La route nationale 5a (RN 5a) (Nord Transversale) è una strada statale del Madagascar, lunga 405 km, che collega Ambilobe a Antalaha, via Vohemar - Sambava.